# Saint-Bonnet-de-Chirac
Saint-Bonnet-de-Chirac es una comuna francesa situada en el departamento de Lozère, en la región de Occitania.

## Demografía
| 87 | 76 | 63 | 60 | 58 | 57 | 67 |
| Para los censos de 1962 a 1999 la población legal corresponde a la población sin duplicidades (Fuente: INSEE [Consultar]) |    |    |    |    |    |    |